# Transzendenzbasis
Transzendenzbasis ist ein algebraischer Begriff aus der Theorie der Körpererweiterungen, der in Analogie zum Begriff der Vektorraumbasis der linearen Algebra gesehen werden kann. Die Mächtigkeit einer solchen Transzendenzbasis, der sogenannte Transzendenzgrad, stellt ein Maß für die Größe einer transzendenten Körpererweiterung dar.

## Begriffsbildung
Es sei {\displaystyle L/K} eine Körpererweiterung, das heißt, {\displaystyle K} ist ein Teilkörper des Körpers {\displaystyle L}. Eine {\displaystyle n}-elementige Menge {\displaystyle \{a_{1},\ldots ,a_{n}\}\subset L} heißt algebraisch unabhängig über {\displaystyle K}, wenn es außer dem Nullpolynom kein Polynom {\displaystyle f\in K[t_{1},\ldots ,t_{n}]} mit {\displaystyle f(a_{1},\ldots ,a_{n})=0} gibt. Eine beliebige Teilmenge {\displaystyle A\subset L} heißt algebraisch unabhängig über {\displaystyle K}, wenn jede endliche Teilmenge von {\displaystyle A} es ist.
Eine maximale algebraisch unabhängige Menge in {\displaystyle L}, die man also durch kein weiteres Element zu einer über {\displaystyle K} algebraisch unabhängigen Menge erweitern kann, heißt eine Transzendenzbasis der Körpererweiterung {\displaystyle L/K}.
Man beachte die Analogie zur linearen Algebra, in der eine Vektorraumbasis als eine maximale linear unabhängige Menge charakterisiert werden kann.

## Existenz und Eigenschaften von Transzendenzbasen
Wie in der linearen Algebra die Existenz einer Hamelbasis bewiesen wird, so erhält man die Existenz einer Transzendenzbasis, indem man zeigt, dass jede Vereinigung aufsteigender Mengen algebraisch unabhängiger Mengen wieder algebraisch unabhängig ist und dann das Lemma von Zorn anwendet.
Es gibt noch weitere Möglichkeiten, Transzendenzbasen zu charakterisieren. So sind etwa für eine Körpererweiterung {\displaystyle L/K} und eine algebraisch unabhängige Menge {\displaystyle B\subset L} folgende Aussagen äquivalent:
- {\displaystyle B} ist eine Transzendenzbasis von {\displaystyle L/K}.
- {\displaystyle L/K(B)} ist algebraisch, wobei {\displaystyle K(B)} der kleinste Körper in {\displaystyle L} ist, der {\displaystyle K} und {\displaystyle B} enthält (siehe Körperadjunktion).

## Transzendenzgrad
In Analogie zum Austauschlemma von Steinitz der linearen Algebra zeigt man, dass je zwei Transzendenzbasen einer Körpererweiterung gleichmächtig sind. Daher ist die Mächtigkeit einer Transzendenzbasis eine Invariante der Körpererweiterung {\displaystyle L/K}, die man ihren Transzendenzgrad nennt und mit {\displaystyle \operatorname {Trg} (L/K)} bezeichnet. In Anlehnung an die englischsprachige Bezeichnung transcendence degree findet man auch die Schreibweise {\displaystyle \operatorname {trdeg} (L/K)}. Aus {\displaystyle \operatorname {trdeg} (L/K)>0} folgt, dass der Erweiterungsgrad {\displaystyle [L:K]:=\operatorname {deg} (L/K)} unendlich ist, denn die ganzzahligen Potenzen eines transzendenten Elements {\displaystyle t} sind linear unabhängig über {\displaystyle K}, womit bereits eine Körpererweiterung um ein transzendentes Element, {\displaystyle K(t)/K}, unendlichen Grad besitzt; der Transzendenzgrad stimmt also nicht mit dem Erweiterungsgrad überein.
Ferner hat man
- Für Körper {\displaystyle K\subset M\subset L} gilt {\displaystyle \operatorname {Trg} (L/K)=\operatorname {Trg} (L/M)+\operatorname {Trg} (M/K)}.

## Rein transzendente Körpererweiterungen
Eine Körpererweiterung {\displaystyle L/K} heißt rein transzendent, wenn es eine Transzendenzbasis {\displaystyle A} gibt mit {\displaystyle L=K(A)}. Daraus folgt, dass jedes Element aus {\displaystyle L\setminus K} transzendent über {\displaystyle K} ist. Jede Körpererweiterung lässt sich in eine algebraische und eine rein transzendente Körpererweiterung aufspalten, wie der folgende Satz zeigt:
Ist {\displaystyle L/K} eine Körpererweiterung, dann gibt es einen Zwischenkörper {\displaystyle M}, sodass Folgendes gilt:
- {\displaystyle M/K} ist rein transzendent.
- {\displaystyle L/M} ist algebraisch.

Zum Beweis nehme man {\displaystyle M=K(A)} für eine Transzendenzbasis {\displaystyle A\subset L} über {\displaystyle K}.

## Beispiele
- Eine Körpererweiterung {\displaystyle L/K} ist genau dann algebraisch, wenn die leere Menge eine Transzendenzbasis ist. Dies ist wiederum äquivalent dazu, dass {\displaystyle \operatorname {Trg} (L/K)=0} gilt.
- Ist {\displaystyle K(t)} der Körper der rationalen Funktionen über {\displaystyle K}, so hat die Körpererweiterung {\displaystyle K(t)/K} die Transzendenzbasis {\displaystyle \{t\}} und es gilt somit {\displaystyle \operatorname {Trg} (K(t)/K)=1}
- Ist {\displaystyle K(t_{1},\ldots ,t_{n})} der Körper der rationalen Funktionen in {\displaystyle n} Unbestimmten über {\displaystyle K}, so gilt {\displaystyle \operatorname {Trg} (K(t_{1},\ldots ,t_{n})/K)=n}. Dies ergibt sich aus der obigen Formel zur Berechnung des Transzendenzgrades mit Hilfe von Zwischenkörpern aus dem letzten Beispiel.
- Aus Mächtigkeitsgründen gilt {\displaystyle \operatorname {Trg} (\mathbb {C} /\mathbb {Q} )=\beth _{1}} (lies „Beth eins“, siehe Beth-Funktion).
- Die Körpererweiterungen {\displaystyle K(t)/K} und {\displaystyle \mathbb {Q} (e)/\mathbb {Q} } sind rein transzendent, wobei für Letzteres die nicht-triviale Tatsache der Transzendenz der Eulerschen Zahl {\displaystyle e} über {\displaystyle \mathbb {Q} } verwendet wird.
- Die Körpererweiterung {\displaystyle \mathbb {Q} ({\sqrt {2}},e)/\mathbb {Q} } ist nicht-algebraisch, aber auch nicht rein transzendent, da {\displaystyle {\sqrt {2}}} algebraisch über {\displaystyle \mathbb {Q} } ist.